# Malcolm Lincoln
Malcolm Lincoln – estoński zespół muzyczny, założony w 2009 roku przez wokalistę Robina Juhkentala i basistę Madisa Kubu, reprezentant Estonii podczas 55. Konkursu Piosenki Eurowizji w 2010 roku.

## Historia
Nazwa zespołu powstała dzięki estońskiej wersji programu Milionerzy, w którym to uczestniczka zapytana o Abrahama Lincolna odpowiedziała „Malcolm Lincoln”. Początkowo był to solowy projekt Robina Juhkentala, który to w październiku 2009 roku wysłał na portal MySpace kilka swoich premierowych utworów. Na swój pierwszy występ w Tallinnie, który odbył się 31 października, zaprosił także Madisa Kubu, który miał go wspomóc, grając na basie. Udany koncert spowodował nawiązanie współpracy z estońskim producentem muzycznym Vaiko Eplikiem, który przyczynił się do nagrania debiutanckiej płyty zespołu pt. Loaded with Zoul, wydanej 20 maja 2010 roku.
W listopadzie 2009 roku krajowy nadawca publiczny ogłosił, że z powodu zdyskwalifikowania jednej z finalistek, dziesiąte miejsce w stawce konkursowej estońskich eliminacji do 55. Konkursu Piosenki Eurowizji zajmie duet Malcolm Lincoln z utworem „Siren”. Muzycy zaprezentowali się jako ostatni w kolejności podczas koncertu finałowego, rozegranego 12 marca w Nokia Kontserdimaja i, dzięki poparciu komisji jurorskiej (w składzie: Ines, Owe Petersell, Anne Erm, Siim Nestor, Alar Kotkas, Helen Sildna, Erik Morna, Tanel Padar, Tauno Aints, Silvi Vrait i Kerli Kõiv) oraz telewidzów (którzy przyznali propozycji 4 465 głosów), awansowali z drugiego miejsca do drugiej rundy finału. Ostatecznie, zwyciężyli w niej nad Lenną Kuurmaą, zdobywając 54% poparcie widzów z wynikiem 12 001 głosów i zostając reprezentantami Estonii podczas Konkursu Piosenki Eurowizji organizowanego w Oslo. 25 maja grupa wystąpiła jako trzecia w kolejności podczas pierwszego koncertu półfinałowego, w którym zajęła ostatecznie 14. miejsce z 39 punktami na koncie, przez co nie zakwalifikowała się do finału. Podczas występów towarzyszył im męski chórek o nazwie Manpower 4, który zaśpiewał z nimi także podczas krajowych eliminacji.

## Dyskografia

### Albumy
| Rok  | Tytuł                                                                  |
| ---- | ---------------------------------------------------------------------- |
| 2010 | Loaded with Zoul - Data: 19 maja 2010 - Wydawca: Universal Music Group |

### Single
| Rok  | Tytuł              |
| ---- | ------------------ |
| 2010 | „Siren”            |
| 2010 | „Loaded with Zoul” |
| 2011 | „Man on the Radio” |
| 2011 | „Bye”              |